# メチルクロトニルCoAカルボキシラーゼ
メチルクロトニルCoAカルボキシラーゼ(Methylcrotonyl-CoA carboxylase、MCC)は、ミトコンドリアに存在するビオチン要求性の酵素である。MCCは、炭酸水素塩を用いてロイシン生合成の第4段階でのカルボキシル基の隣接炭素原子のカルボキシル化を触媒する。

## 機能
分枝鎖アミノ酸の分解の際、MCCはロイシンをアセチルCoAとアセト酢酸にまで分解する反応の一段階に関わる。MCCは、3-メチルクロトニルCoAの3-メチルグルタコニルCoAへのカルボキシル化の作用を触媒する。3-メチルグルタコニルCoAはその後水和され、3-ヒドロキシ-3-メチルグルタリルCoAとなり、アセト酢酸とアセチルCoAの2分子に分解される。
MCCをコードする遺伝子の部位突然変異または欠失突然変異は、代謝の先天異常であるMCC欠損症を引き起こし、嘔吐、代謝アシドーシス、血漿中グルコース濃度の低下、血漿中カルニチン濃度の低下等の症状を伴う。

## 機構
ATPの付加により炭酸水素塩が活性化し、反応性が高まる。炭酸水素塩が活性化すると、MCCのビオチン結合部位が求核剤として働き、酵素の結合したカルボキシビオチンを形成する。MCCのカルボキシビオチン結合部位は続いてさらに求核剤として基質にカルボキシル基を移し、3-メチルクロトニルCoAを3-メチルグルタコニルCoAに変換する。

## 制御
MCCは小分子、食物、ホルモン因子等による制御を受けない。